# Sainte-Marguerite-sur-Fauville

Sainte-Marguerite-sur-Fauville este o comună în departamentul Seine-Maritime, Franța. În 1 ianuarie 2018 avea o populație de 278 de locuitori.